# العلاقات الفلبينية الجنوب إفريقية
العلاقات الفلبينية الجنوب أفريقية هي العلاقات الثنائية التي تجمع بين الفلبين وجنوب أفريقيا.

## مقارنة بين البلدين
هذه مقارنة عامة ومرجعية للدولتين:
| وجه المقارنة                                              | الفلبين                       | جنوب أفريقيا |
| --------------------------------------------------------- | ----------------------------- | --- |
| المساحة (كم2)                                             | 343.45 ألف                    | 1.22 مليون |
| عدد السكان (نسمة)                                         | 104.92 مليون                  | 57.73 مليون |
| الكثافة السكانية (ن./كم²)                                 | 305.49                        | 47.32 |
| العاصمة                                                   | مانيلا                        | بريتوريا، بلومفونتين، كيب تاون |
| اللغة الرسمية                                             | اللغة الفلبينية، لغة إنجليزية | لغة إنجليزية، اللغة الأفريقانية، اللغة النديبلي الجنوبية، اللغة السوثو الشمالية، اللغة السوتية، لغة سوازي، اللغة التسونجا، اللغة التسوانية، اللغة الفيندية، اللغة الكوسية، اللغة الزولوية |
| العملة                                                    | بيسو فلبيني                   | راند جنوب أفريقي |
| الناتج المحلي الإجمالي (بليون دولار)                      | 313.60 مليار                  | 349.42 مليار |
| الناتج المحلي الإجمالي (تعادل القوة الشرائية) بليون دولار | 743.90 مليار                  | 725.91 مليار |
| الناتج المحلي الإجمالي الاسمي للفرد دولار أمريكي          | 2.90 ألف                      | 5.72 ألف |
| الناتج المحلي الإجمالي للفرد دولار أمريكي                 | 7.39 ألف                      | 13.05 ألف |
| مؤشر التنمية البشرية                                      | 0.668                         | 0.666 |
| رمز المكالمات الدولي                                      | +63                           | +27 |
| رمز الإنترنت                                              | .ph                           | .za |
| المنطقة الزمنية                                           | توقيت الفلبين                 | ت ع م+02:00، أفريقيا/جوهانسبرغ ‏ |

## منظمات دولية مشتركة
يشترك البلدان في عضوية مجموعة من المنظمات الدولية، منها:
| علم المنظمة | اسم المنظمة                        | تاريخ انضمام الفلبين | تاريخ انضمام جنوب أفريقيا |
| ----------- | ---------------------------------- | -------------------- | ------------------------- |
|             | مؤسسة التنمية الدولية              | 28 أكتوبر 1960       | 12 أكتوبر 1960            |
|             | يونسكو                             | 21 نوفمبر 1946       | 4 نوفمبر 1946             |
|             | وكالة ضمان الاستثمار متعدد الأطراف | 8 فبراير 1994        | 10 مارس 1994              |
|             | الأمم المتحدة                      | 24 أكتوبر 1945       | 7 نوفمبر 1945             |
|             | الفريق المعني برصد الأرض           | ?                    | ?                         |
|             | الاتحاد البريدي العالمي            | ?                    | ?                         |
|             | البنك الدولي للإنشاء والتعمير      | 27 ديسمبر 1945       | 27 ديسمبر 1945            |
|             | المنظمة الهيدروغرافية الدولية      | ?                    | ?                         |
|             | الاتحاد الدولي للاتصالات           | 25 مايو 1912         | 1910                      |
|             | منظمة حظر الأسلحة الكيميائية       | ?                    | ?                         |
|             | مؤسسة التمويل الدولية              | 12 أغسطس 1957        | 3 أبريل 1957              |
|             | منظمة التجارة العالمية             | 1995                 | 1995                      |
|             | منظمة الشرطة الجنائية الدولية      | ?                    | ?                         |

## وصلات خارجية
- موقع وزارة الخارجية الفلبينية
- موقع وزارة الخارجية الجنوب أفريقية